# Eugenia mollifolia
Eugenia mollifolia är en myrtenväxtart som beskrevs av Ignatz Urban. Eugenia mollifolia ingår i släktet Eugenia och familjen myrtenväxter. Inga underarter finns listade i Catalogue of Life.